# Сорочук Ярослав Ярославович
Сорочук Ярослав Ярославович (2 січня 1948, Перевалівка, Полтавська область, УРСР — 19 червня 2020) — український музикант, головний диригент Харківського академічного театру музичної комедії (1974-2020).

## Біографія
Народився 2 січня 1948 року у Перевалівці Полтавської області.
Батько, Ярослав Юхимович Сорочук, уродженець Вінничини, у 1937 році завдяки комсомольській путівці прибув до Сніжного, де працював на будівництві. Протягом 1938-1940 років він проходив термінову військову службу у механічних військах, де освоїв професію водія. У період Другої світової війни був учасником партизанського руху в Україні. Наприкінці 1943 року потрапив у полон і до кінця війни знаходився на каторжних роботах у Німеччині. Після звільнення з німецького полону повернувся до Сніжного, де наприкінці 1945 року він одружився на дівчині з Полтавщини Софії, а наступного року у них народився старший син — Віктор.
За станом здоров'я Ярослава Сорочука-старшого медична комісія не відпускала працювати на одну із шахт Сніжного. Тому він працював лише на її поверхні. Через малі кошти на власну сім'ю подружжя вирішило переїхати на Полтавщину. Тут глава сімейства працював шофером у совгоспі «Вирішуючий» Лохвицького району.

## Освіта
Сам Ярослав разом зі своїм старшим братом Віктором з 1956 по 1962 роки навчалися у Лохвицькій музичній школі, де батьки знімали для нас квартиру у місцевих. Тут він отримав свідоцтво про закінчення 7-річної освіти.
У 1973 році разом зі своїм братом закінчив Харківський національний університет мистецтв імені Івана Котляревського.

## Професійна кар'єра
Творчу професійну діяльність розпочав у серпні 1964 року учителем музики у Перевалівці.
1967-1968 роки — керівник хору Полтавського хлібокомбінату.
1969-1973 роки — керівник гуртка мистецької самодіяльності Харківського військового авіатехнічного училища.
1974-2020 роки — головний хоремейстер Харківського академічного театру музичної комедії.
1978-2020 роки — викладач Харківського державного інституту культури.

## Сім'я
Старший брат: Сорочук Віктор Ярославович (16 вересня 1946, Сніжне, Донецька область, УРСР — 12 вересня 2015) — український музикант, головний диригент та керівник ДК «Україна» у Торецьку.